# Parastenocaris longipoda
Parastenocaris longipoda is een eenoogkreeftjessoort uit de familie van de Parastenocarididae. De wetenschappelijke naam van de soort is voor het eerst geldig gepubliceerd in 1973 door Shen & Tai.